# 미스터트롯2 - 새로운 전설의 시작
《미스터트롯2 - 새로운 전설의 시작》은 대한민국의 TV조선에서 방송한 오디션 프로그램이다.

## 방송 일정
| 방송국 | 방송 기간                         | 방송 시간                                  | 비고   |
| ------ | --------------------------------- | ------------------------------------------ | ------ |
| TV조선 | 2022년 12월 22일 ~ 2023년 3월 9일 | 매주 목요일 밤 10시 ~ 금요일 새벽 1시      | 본방송 |
| TV조선 | 2023년 1월 10일                   | 화요일 밤 10시 ~ 수요일 새벽 1시           | 스페셜 |
| TV조선 | 2023년 3월 16일                   | 목요일 밤 9시 30분 ~ 금요일 새벽 12시 30분 | 결승전 |

## 출연진

### 진행자
| 역대 | 진행자        | 방송 기간                          | 방송 회차  | 비고 |
| ---- | ------------- | ---------------------------------- | ---------- | ---- |
| 1대  | 김성주 마지막 | 2022년 12월 22일 ~ 2023년 3월 16일 | 1회 ~ 12회 |      |

### 심사위원
| 심사위원          | 방송 기간                          | 방송 회차 | 비고                           |
| ----------------- | ---------------------------------- | --------- | ------------------------------ |
| 장윤정            | 2022년 12월 22일 ~ 2023년 3월 16일 | 1회 ~ 12  | 역대 최장 기간 심사위원 출연진 |
| 붐                | 2022년 12월 22일 ~ 2023년 3월 16일 | 1회 ~ 12  | 역대 최장 기간 심사위원 출연진 |
| 장민호            | 2022년 12월 22일 ~ 2023년 3월 16일 | 1회 ~ 12  |                                |
| 김연자            | 2022년 12월 22일 ~ 2023년 3월 16일 | 1회 ~ 12  |                                |
| 진성              | 2022년 12월 22일 ~ 2023년 3월 16일 | 1회 ~ 12  |                                |
| 문희경            | 2022년 12월 22일 ~ 2023년 3월 16일 | 1회 ~ 12  |                                |
| 이홍기            | 2022년 12월 22일 ~ 2023년 3월 16일 | 1회 ~ 12  |                                |
| 츄                | 2022년 12월 22일 ~ 2023년 3월 16일 | 1회 ~ 12  |                                |
| 강다니엘          | 2022년 12월 22일 ~ 2023년 3월 16일 | 1회 ~ 12  |                                |
| 알고보니 혼수상태 | 2022년 12월 22일 ~ 2023년 3월 16일 | 1회 ~ 12  |                                |
| 이현우            | 2022년 12월 22일 ~ 2023년 3월 16일 | 1회 ~ 12  |                                |
| 홍지윤            | 2022년 12월 22일 ~ 2023년 3월 16일 | 1회 ~ 12  |                                |
| 이은지            | 2022년 12월 22일 ~ 2023년 3월 16일 | 1회 ~ 12  |                                |
| 김해준            | 2022년 12월 22일 ~ 2023년 3월 16일 | 1회 ~ 12  |                                |
| 김희재            | 2022년 12월 22일 ~ 2023년 3월 16일 | 1회 ~ 12  |                                |
| 신지              | 2022년 12월 22일 ~ 2023년 3월 16일 | 1회 ~ 12  |                                |
| 현영              | 2022년 12월 22일 ~ 2023년 3월 16일 | 1회 ~ 12  |                                |
| 박선주            | 2022년 12월 22일 ~ 2023년 3월 16일 | 1회 ~ 12  |                                |
| 주영훈            | 2022년 12월 22일 ~ 2023년 3월 16일 | 1회 ~ 12  |                                |
| 은가은            | 2022년 12월 22일 ~ 2023년 3월 16일 | 1회 ~ 12  |                                |

## 참가자
| 부문          | 이름      | 나이     | 나이 | 1R        | 2R        | 3R         | 4R        | 5R        | 6R              | 7R       | 비고                                     |
| ------------- | --------- | -------- | ---- | --------- | --------- | ---------- | --------- | --------- | --------------- | -------- | ---------------------------------------- |
| 대학부        | 강태풍    | 1991년생 | 32세 | 합격      | 합격      | 탈락       |           |           |                 |          |                                          |
| 대학부        | 강재수    | 1993년생 | 30세 | 합격      | 합격      | 합격       | 탈락      |           |                 |          |                                          |
| 대학부        | 박지현    | 1995년생 | 28세 | 합격 (眞) | 합격      | 합격 (4위) | 추가 합격 | 합격      | 합격 (善)       | 최종 善  |                                          |
| 대학부        | 임채평    | 1997년생 | 26세 | 합격      | 합격      | 탈락       |           |           |                 |          |                                          |
| 대학부        | 윤준협    | 2000년생 | 23세 | 합격      | 합격      | 합격       | 합격      | 탈락      |                 |          |                                          |
| 대학부        | 최수호    | 2002년생 | 21세 | 합격      | 합격      | 합격 (眞)  | 합격 (眞) | 합격 (美) | 합격            | 최종 5위 |                                          |
| 대학부        | 장송호    | 2003년생 | 20세 | 합격      | 합격      | 합격       | 추가 합격 | 탈락      |                 |          |                                          |
| 유소년부      | 권도훈    | 2010년생 | 13세 | 합격      | 탈락      |            |           |           |                 |          |                                          |
| 유소년부      | 박성온    | 2010년생 | 13세 | 합격      | 합격      | 추가 합격  | 추가 합격 | 합격      | 합격            | 최종 7위 |                                          |
| 유소년부      | 서지유    | 2013년생 | 10세 | 합격      | 탈락      |            |           |           |                 |          |                                          |
| 유소년부      | 송도현    | 2011년생 | 12세 | 합격      | 합격      | 합격       | 추가 합격 | 합격      | 탈락(최종 10위) |          |                                          |
| 유소년부      | 정예준    | 2009년생 | 14세 | 추가 합격 | 탈락      |            |           |           |                 |          |                                          |
| 현역부 A      | 강대웅    | 1987년생 | 36세 | 추가 합격 | 합격      | 탈락       |           |           |                 |          | 삼총사 멤버                              |
| 현역부 A      | 노지훈    | 1990년생 | 33세 | 합격      | 탈락      |            |           |           |                 |          |                                          |
| 현역부 A      | 박서진    | 1995년생 | 28세 | 합격      | 추가 합격 | 탈락       |           |           |                 |          |                                          |
| 현역부 A      | 손빈아    | 1992년생 | 31세 | 합격      | 탈락      |            |           |           |                 |          |                                          |
| 현역부 A      | 송민준    | 1996년생 | 27세 | 합격      | 합격      | 합격 (美)  | 추가 합격 | 합격      | 탈락(최종 8위)  |          |                                          |
| 현역부 A      | 안성훈    | 1989년생 | 34세 | 합격      | 합격      | 합격 (善)  | 추가 합격 | 합격      | 합격 (眞)       | 최종 眞  |                                          |
| 현역부 A      | 이도진    | 1989년생 | 34세 | 합격      | 탈락      |            |           |           |                 |          | 전 레드애플 멤버                         |
| 현역부 A      | 최우진    | 1991년생 | 32세 | 합격      | 탈락      |            |           |           |                 |          |                                          |
| 현역부 B      | 김선준    | 1990년생 | 33세 | 탈락      |           |            |           |           |                 |          |                                          |
| 현역부 B      | 서우리    | 1982년생 | 41세 | 탈락      |           |            |           |           |                 |          |                                          |
| 현역부 B      | 이대원    | 1991년생 | 32세 | 합격      | 합격      | 탈락       |           |           |                 |          | 미스터T 멤버                             |
| 현역부 B      | 이일민    | 1992년생 | 31세 | 합격      | 탈락      |            |           |           |                 |          |                                          |
| 현역부 B      | 차수빈    | 1986년생 | 37세 | 탈락      |           |            |           |           |                 |          |                                          |
| 현역부 B      | 천재원    | 1986년생 | 37세 | 합격      | 탈락      |            |           |           |                 |          |                                          |
| 현역부 B      | 추혁진    | 1992년생 | 31세 | 합격      | 합격      | 추가 합격  | 합격      | 합격 (善) | 탈락(최종 9위)  |          |                                          |
| 현역부 B      | 하동근    | 1991년생 | 32세 | 합격      | 추가 합격 | 추가 합격  | 탈락      |           |                 |          |                                          |
| 현역부 B      | 한이재    | 1994년생 | 29세 | 합격      | 탈락      |            |           |           |                 |          |                                          |
| 국가대표부    | 강진철    | 1996년생 | 27세 | 탈락      |           |            |           |           |                 |          |                                          |
| 국가대표부    | 강한      | 1998년생 | 25세 | 탈락      |           |            |           |           |                 |          |                                          |
| 국가대표부    | 김시원    | 1986년생 | 37세 | 합격      | 탈락      |            |           |           |                 |          |                                          |
| 국가대표부    | 김홍종    | 1990년생 | 33세 | 합격      | 탈락      |            |           |           |                 |          |                                          |
| 국가대표부    | 노영훈    | 1996년생 | 27세 | 탈락      |           |            |           |           |                 |          |                                          |
| 국가대표부    | 안원중    | 2004년생 | 19세 | 탈락      |           |            |           |           |                 |          |                                          |
| 국가대표부    | 윤대웅    | 1999년생 | 24세 | 합격      | 탈락      |            |           |           |                 |          |                                          |
| 국가대표부    | 정민찬    | 1988년생 | 35세 | 합격      | 합격      | 탈락       |           |           |                 |          |                                          |
| 우승부        | 나상도    | 1985년생 | 38세 | 합격      | 합격      | 합격       | 추가 합격 | 합격 (眞) | 합격 (美)       | 최종 4위 |                                          |
| 우승부        | 박세욱    | 1987년생 | 36세 | 합격      | 합격      | 탈락       |           |           |                 |          |                                          |
| 우승부        | 안성준    | 1984년생 | 39세 | 추가 합격 | 합격      | 탈락       |           |           |                 |          |                                          |
| 우승부        | 오주주    | 1988년생 | 35세 | 추가 합격 | 합격      | 탈락       |           |           |                 |          | K4 멤버                                  |
| 우승부        | 재하      | 1993년생 | 30세 | 추가 합격 | 합격      | 탈락       |           |           |                 |          |                                          |
| 우승부        | 진해성    | 1990년생 | 33세 | 추가 합격 | 합격      | 합격       | 추가 합격 | 합격      | 합격            | 최종 美  |                                          |
| 반장부        | 강대성    | 2010년생 | 13세 | 탈락      |           |            |           |           |                 |          |                                          |
| 반장부        | 김민건    | 2009년생 | 14세 | 합격      | 탈락      |            |           |           |                 |          |                                          |
| 반장부        | 서건후    | 2010년생 | 13세 | 합격      | 탈락      |            |           |           |                 |          |                                          |
| 반장부        | 전기호    | 2011년생 | 12세 | 탈락      |           |            |           |           |                 |          |                                          |
| 반장부        | 조승원    | 2013년생 | 10세 | 합격      | 탈락      |            |           |           |                 |          |                                          |
| 반장부        | 황민호    | 2013년생 | 10세 | 합격 (善) | 합격      | 합격       | 추가 합격 | 탈락      |                 |          |                                          |
| 샛별부        | 문은석    | 1999년생 | 24세 | 탈락      |           |            |           |           |                 |          |                                          |
| 샛별부        | 영광      | 2000년생 | 23세 | 합격      | 합격      | 탈락       |           |           |                 |          |                                          |
| 샛별부        | 오찬성    | 1997년생 | 24세 | 합격      | 합격      | 합격       | 탈락      |           |                 |          |                                          |
| 샛별부        | 임찬      | 1993년생 | 30세 | 합격      | 합격      | 추가 합격  | 탈락      |           |                 |          |                                          |
| 샛별부        | 진욱      | 1993년생 | 30세 | 합격      | 합격 (眞) | 추가 합격  | 합격 (善) | 합격      | 합격            | 최종 6위 |                                          |
| 샛별부        | 태욱      | 1993년생 | 29세 | 탈락      |           |            |           |           |                 |          |                                          |
| 샛별부        | 황민우    | 2005년생 | 18세 | 추가 합격 | 합격      | 탈락       |           |           |                 |          |                                          |
| 독종부        | 고강민    | 1978년생 | 45세 | 합격      | 탈락      |            |           |           |                 |          |                                          |
| 독종부        | 동해      | 1981년생 | 42세 | 탈락      |           |            |           |           |                 |          |                                          |
| 독종부        | 용호      | 1992년생 | 31세 | 추가 합격 | 탈락      |            |           |           |                 |          |                                          |
| 독종부        | 원혁      | 1988년생 | 35세 | 합격      | 탈락      |            |           |           |                 |          |                                          |
| 독종부        | 이진규    | 1982년생 | 41세 | 탈락      |           |            |           |           |                 |          |                                          |
| 독종부        | 이찬성    | 1992년생 | 31세 | 합격      | 합격      | 탈락       |           |           |                 |          |                                          |
| 독종부        | 정형찬    | 1996년생 | 27세 | 합격      | 탈락      |            |           |           |                 |          |                                          |
| 독종부        | 최전설    | 1993년생 | 30세 | 합격      | 탈락      |            |           |           |                 |          |                                          |
| 나이야 가라부 | 고정우    | 1998년생 | 24세 | 합격      | 합격      | 합격       | 탈락      |           |                 |          |                                          |
| 나이야 가라부 | 승국이    | 1988년생 | 35세 | 추가 합격 | 탈락      |            |           |           |                 |          |                                          |
| 나이야 가라부 | 왕준      | 1985년생 | 38세 | 합격      | 탈락      |            |           |           |                 |          |                                          |
| 나이야 가라부 | 이사야    | 1985년생 | 38세 | 탈락      |           |            |           |           |                 |          | 더블레스 멤버                            |
| 나이야 가라부 | 주아성    | 1982년생 | 41세 | 탈락      |           |            |           |           |                 |          | 전 테이크 멤버                           |
| 나이야 가라부 | 최도진    | 1985년생 | 38세 | 탈락      |           |            |           |           |                 |          | 더블레스 멤버                            |
| 나이야 가라부 | 한정수    | 1973년생 | 50세 | 탈락      |           |            |           |           |                 |          |                                          |
| 타장르부      | 길병민    | 1994년생 | 29세 | 추가 합격 | 추가 합격 | 합격       | 합격      | 탈락      |                 |          |                                          |
| 타장르부      | 김다운    | 1995년생 | 28세 | 탈락      |           |            |           |           |                 |          |                                          |
| 타장르부      | 김현민    | 1980년생 | 43세 | 탈락      |           |            |           |           |                 |          | K4 멤버                                  |
| 타장르부      | 더 레이   | 1985년생 | 38세 | 합격      | 탈락      |            |           |           |                 |          |                                          |
| 타장르부      | 박도해    | 1992년생 | 31세 | 탈락      |           |            |           |           |                 |          |                                          |
| 타장르부      | 성유빈    | 1987년생 | 36세 | 합격      | 탈락      |            |           |           |                 |          |                                          |
| 타장르부      | 슬리피    | 1984년생 | 39세 | 합격      | 탈락      |            |           |           |                 |          |                                          |
| 타장르부      | 신민철    | 1983년생 | 40세 | 탈락      |           |            |           |           |                 |          | 전 티맥스 멤버                           |
| 타장르부      | 홍승민    | 2005년생 | 18세 | 추가 합격 | 탈락      |            |           |           |                 |          |                                          |
| 타장르부      | 황기동    | 1983년생 | 40세 | 합격      | 탈락      |            |           |           |                 |          | 옥탑방 작업실 멤버                       |
| 직장부 A      | 강성호    | 1988년생 | 35세 | 탈락      |           |            |           |           |                 |          | 전 소리얼 멤버                           |
| 직장부 A      | 김경진    | 1982년생 | 41세 | 탈락      |           |            |           |           |                 |          |                                          |
| 직장부 A      | 나휘      | 1985년생 | 38세 | 탈락      |           |            |           |           |                 |          |                                          |
| 직장부 A      | 남동현    | 1990년생 | 33세 | 탈락      |           |            |           |           |                 |          |                                          |
| 직장부 A      | 박상보    | 1988년생 | 35세 | 탈락      |           |            |           |           |                 |          |                                          |
| 직장부 A      | 박상우    | 1986년생 | 37세 | 합격      | 탈락      |            |           |           |                 |          |                                          |
| 직장부 A      | 손헌수    | 1980년생 | 43세 | 탈락      |           |            |           |           |                 |          |                                          |
| 직장부 A      | 전명진    | 1985년생 | 38세 | 탈락      |           |            |           |           |                 |          |                                          |
| 직장부 A      | 정대왕    | 1996년생 | 27세 | 탈락      |           |            |           |           |                 |          | 보이스퍼 멤버                            |
| 직장부 A      | 최병윤    | 1983년생 | 40세 | 탈락      |           |            |           |           |                 |          |                                          |
| 직장부 A      | 최재유    | 1988년생 | 35세 | 탈락      |           |            |           |           |                 |          |                                          |
| 직장부 A      | 최호우    | 1989년생 | 34세 | 탈락      |           |            |           |           |                 |          |                                          |
| 직장부 B      | 김선근    | 1984년생 | 39세 | 탈락      |           |            |           |           |                 |          | 前 KBS 아나운서                          |
| 직장부 B      | 김영호    | 1989년생 | 34세 | 탈락      |           |            |           |           |                 |          |                                          |
| 직장부 B      | 김용필    | 1975년생 | 48세 | 합격 (美) | 합격      | 합격 (5위) | 추가 합격 | 탈락      |                 |          |                                          |
| 직장부 B      | 김웅진    | 1991년생 | 32세 | 탈락      |           |            |           |           |                 |          |                                          |
| 직장부 B      | 마커스 강 | 1992년생 | 31세 | 추가 합격 | 합격      | 합격       | 탈락      |           |                 |          |                                          |
| 직장부 B      | 성훈      | 1981년생 | 42세 | 탈락      |           |            |           |           |                 |          |                                          |
| 직장부 B      | 유상욱    | 1993년생 | 30세 | 탈락      |           |            |           |           |                 |          |                                          |
| 직장부 B      | 이상연    | 1995년생 | 28세 | 합격      | 탈락      |            |           |           |                 |          |                                          |
| 직장부 B      | 이은호    | 1985년생 | 38세 | 탈락      |           |            |           |           |                 |          |                                          |
| 직장부 B      | 임성욱    | 1992년생 | 31세 | 탈락      |           |            |           |           |                 |          |                                          |
| 직장부 B      | 장현욱    | 1986년생 | 37세 | 탈락      |           |            |           |           |                 |          |                                          |
| 직장부 B      | 정재욱    | 1991년생 | 32세 | 탈락      |           |            |           |           |                 |          |                                          |
| 아이돌부      | 김용석    | 1993년생 | 30세 | 탈락      |           |            |           |           |                 |          | 전 크로스진 멤버                         |
| 아이돌부      | 박건우    | 1989년생 | 34세 | 합격      | 합격      | 탈락       |           |           |                 |          | 전 LC9 멤버                              |
| 아이돌부      | 선율      | 1996년생 | 27세 | 추가 합격 | 합격      | 합격       | 탈락      |           |                 |          | 아이돌 가수 아이돌 보이 그룹 업텐션 멤버 |
| 아이돌부      | 성리      | 1994년생 | 29세 | 합격      | 합격      | 합격       | 탈락      |           |                 |          | 아이돌 가수 아이돌 보이 그룹 레인즈 멤버 |
| 아이돌부      | 성민      | 1986년생 | 38세 | 추가 합격 | 합격      | 탈락       |           |           |                 |          | 前 슈퍼주니어 멤버                       |
| 아이돌부      | 하태하    | 1984년생 | 38세 | 탈락      |           |            |           |           |                 |          |                                          |
| 아이돌부      | 한태이    | 1992년생 | 31세 | 합격      | 합격      | 합격       | 탈락      |           |                 |          | 전 미스터미스터 멤버                     |
| 대디부        | 김민진    | 1975년생 | 48세 | 합격      | 탈락      |            |           |           |                 |          | 전 투가이스 멤버                         |
| 대디부        | 박진종    | 1987년생 | 36세 | 탈락      |           |            |           |           |                 |          |                                          |
| 대디부        | 오장한    | 1973년생 | 50세 | 탈락      |           |            |           |           |                 |          |                                          |
| 대디부        | 이하준    | 1986년생 | 37세 | 추가 합격 | 합격      | 합격       | 추가 합격 | 탈락      |                 |          | 더블레스 멤버                            |
| 대디부        | 진웅      | 1984년생 | 39세 | 합격      | 탈락      |            |           |           |                 |          | 엠스트리트 멤버                          |
| 대디부        | 최대성    | 1987년생 | 36세 | 합격      | 탈락      |            |           |           |                 |          |                                          |
| 대디부        | 휘찬      | 1988년생 | 35세 | 탈락      |           |            |           |           |                 |          | 전 배틀 멤버                             |

## 순위
| 순위        | 이름   | 예명           | 소속사                                           | 소속그룹                          |
| ----------- | ------ | -------------- | ------------------------------------------------ | --------------------------------- |
| 1위         | 안성훈 | 前안성         | 생각, 前B/W                                      | 아웃렛                            |
| Top7(2위)   | 박지현 |                | 티엔                                             |                                   |
| Top7(3위)   | 이상성 | 진해성         | KDH                                              |                                   |
| Top7(4위)   | 김성철 | 나상도         | JJ, 前db                                         | 성국이와 상도                     |
| Top7(5위)   | 최은찬 | 최수호         | 포고                                             |                                   |
| Top7(6위)   | 진욱   | 前진서         |                                                  |                                   |
| Top7(7위)   | 박성온 |                |                                                  |                                   |
| Top10(8위)  | 송민준 |                | 딥블루, 前KDH, 前SMJ                             |                                   |
| Top10(9위)  | 추혁진 | 혁진           | 윙즈, 前모노뮤직코리아                           | 에이션, 다섯장                    |
| Top10(10위) | 송도현 |                |                                                  |                                   |
| Top16(11위) | 윤준협 |                | 에스팀                                           |                                   |
| Top16(12위) | 길병민 |                | 카카오                                           | 레떼아모르                        |
| Top16(13위) | 이하준 |                | KDH                                              | 더블레스, 뽕사활동                |
| Top16(14위) | 김용필 |                | 빅컬쳐                                           |                                   |
| Top16(15위) | 장송호 |                | 띵크어바웃, 前앤유아트볼륨                       | 뽕사활동                          |
| Top16(16위) | 황민호 |                | 램스튜디오                                       |                                   |
| Top25(17위) | 임창빈 | 임찬           | TSM                                              |                                   |
| Top25(17위) | 한지현 | 한태이, 前태이 | 엔터테인먼트 한                                  | 前미스터미스터                    |
| Top25(19위) | 강재수 |                | TSM                                              | 뽕사활동                          |
| Top25(19위) | 김성리 | 성리, 前성리A  | C2K, 前레인즈                                    | 뽕사활동, 前RAINZ, 前케이보이즈   |
| Top25(21위) | 고정우 |                | 장군                                             | 뽕사활동                          |
| Top25(22위) | 강원휘 | 마커스 강      |                                                  |                                   |
| Top25(22위) | 선예인 | 선율           | 레드스타트이엔엠, 前티오피                       | 업텐션                            |
| Top25(22위) | 김채빈 | 오찬성         |                                                  |                                   |
| Top25(22위) | 하동근 |                | 유니콘비세븐                                     | 독도풀피리수호대                  |
| Top40(26위) | 박세욱 |                | 아츠                                             | 트리니티                          |
| Top40(27위) | 강대웅 |                | 토탈셋, 박라인                                   | 삼총사                            |
| Top40(28위) | 황민우 |                | 램스튜디오                                       |                                   |
| Top40(28위) | 이성민 | 성민           | SM                                               | 前슈퍼주니어                      |
| Top40(28위) | 곽영광 | 영광           | 티엔                                             |                                   |
| Top40(31위) | 정민찬 |                |                                                  | 미스터 찬찬                       |
| Top40(31위) | 이진호 | 재하           |                                                  |                                   |
| Top40(33위) | 이대원 | 前대원         | 가한콘텐츠, 위드에이치씨, 前에스하우, 前젤리피쉬 | 미스터T, 치빈, 오프로드, 前베네핏 |
| Top40(34위) | 이예준 | 강태풍         | GO컴퍼니, 前프린스, 前KMB                        |                                   |
| Top40(34위) | 박효빈 | 박서진         | 타조                                             |                                   |
| Top40(34위) | 안희재 | 안성준         | KDH, 디지탈레코드, 前재미                        |                                   |
| Top40(34위) | 오서길 | 오주주         |                                                  | K4                                |
| Top40(38위) | 임채평 |                |                                                  |                                   |
| Top40(39위) | 이성행 | 이찬성         | 마엔터테인먼트, 前쇼엔진                         |                                   |
| Top40(39위) | 박건우 | 前라사         |                                                  | 前LC9, 前무지개                   |

## 에피소드 목록

### 본선 1차전
현역부 A1
- 랏 트롯 / 너 말이야 (12하트)
  - 개별 결과: 노지훈 · 손빈아 탈락, 송민준 ·안성훈 합격

대학부
- 세미트롯 / 사랑해 누나 (ALL하트)
  - 개별 결과: 강재수 · 강태풍 · 박지현 · 윤준협 · 임채평 · 장승호 · 최수호 전원 합격

나이야 가라부
- 정통트롯 / 마음이 울적해서 (11하트)
  - 개별 결과: 고정우 합격, 송국이 · 왕준 탈락

국가대표부
- 세미트롯 / 못생기게 만들어 주세요 (12하트)
  - 개별 결과: 김시원 · 김홍종 · 윤태웅 탈락, 정민찬 합격

대디부
- 7080 트롯 / 오직 하나 뿐인 그대 (12하트)
  - 개별 결과: 김민준 탈락, 이하준 합격, 진웅 · 최대성 탈락

유소년부
- 정통트롯 / 흥부자 (12하트)
- 개별 결과: 권도훈 탈락, 박성온 합격, 서지유 탈락, 송도현 합격, 정예준 탈락

우승부
- 라틴트롯 / 오빠 아직 살아있다 (ALL하트)
- 개별 결과: 나상도 · 박세욱 · 안성준 · 오주주 · 재하 · 진해성 전원 합격

특종부
- 댄스트롯 / 막가리 (11하트)
- 개별 결과: 고강민 · 용호 · 원혁 탈락, 이찬성 합격, 정형찬 · 최전설 탈락

직장부
- 재즈트롯 / 카발레 (12하트)
- 개별 결과: 김용필 · 마커스 강 합격, 박상우 · 이상연 탈락

아이돌부
- 정통트롯 / 몰래한 사랑 (ALL하트)
- 개별 결과: 박건우 · 선율 · 성리 · 성민 · 한태이 전원 합격

반장부
- 국악트롯 / 이력서 (12하트)
- 개별 결과: 김민건 · 서건후 ·조승원 탈락, 황민호 합격

샛별부
- 국악트롯 / 사랑 사랑 (ALL하트)
- 개별 결과: 영광 · 오찬성 · 임찬 · 진욱 · 황민우 전원 합격

현역부 A2
- 세미트롯 / 신사답게 (12하트)
- 개별 결과: 강대웅 합격, 박서진 추가 합격, 이도진 · 최우진 탈락

현역부 B
- 댄스트롯 / 신고할 거야 (12하트)
- 개별 결과: 이대원 합격, 일민 · 최재원 탈락, 추혁진 합격, 하동근 추가 합격, 한이재 탈락

○ 합격 및 생존: 40명, ● 탈락 33명

### 본선 2차전
1차전
- 하동근: 왜 돌아보오 (0표) 敗
- 김용필: 당신 (15표) 勝

2차전
- 윤준협: 사랑의 해결사 (10표) 勝
- 성민: 무정 (5표) 敗

3차전
- 재하: 사랑아 (4표) 敗
- 진해성: 비나리 (11표) 勝

4차전
- 이찬성: 건배 (0표) 敗
- 이하준: 나야 나 (15표) 勝

5차전
- 영광: 그 여자의 마스카라 (5표) 敗
- 강재수: 옥수수밭 옆에 당신을 묻고 (10표) 勝

6차전
- 박성온: 내 이름 아시죠 (5표) 敗
- 송도현: 망부석 (10표) 勝

7차전
- 장승호: 사모 (10표) 勝
- 황민우: 하니하니 (5표) 敗

8차전
- 최수호: 월하가약 (13표) 勝
- 추혁진: 진안 아가씨 (2표) 敗

9차전
- 진욱: 무심세월 (7표) 敗
- 박지현: 떠날 수 없는 당신 (8표) 勝

10차전
- 나상도: 미운사랑 (13표) 勝
- 강태풍: 꽃미남 청춘이 (2표) 敗

11차전
- 임찬: 그물 (6표) 敗
- 오찬성: 바보 같은 사나이 (9표) 勝

12차전
- 정민찬: 빵빵 (4표) 敗
- 마커스 강: 빈 잔 (11표) 勝

13차전
- 이대원: 빗물 (3표) 敗
- 고정우: 안돼요 안돼 (12표) 勝

14차전
- 황민우: 천년 바위 (15표) 勝
- 박건우: 정답은 없다 (0표) 敗

15차전
- 송민준: 정녕 (13표) 勝
- 안성준: 몰라 (2표) 敗

16차전
- 안성훈: 돌릴 수 없는 세월 (13표) 勝
- 박서진: 떠나는 임마 (2표) 敗

17차전
- 성리: 사나이 가슴에 비가 내리네 (9표) 勝
- 강대웅: 가슴 아프게 (6표) 敗

18차전
- 박세욱: 마지막 잎새 (7표) 敗
- 길병민: 여백 (8표) 勝

19차전
- 오주주: 시치미 (2표) 敗
- 한태이: 벤치 (13표) 勝

20차전
- 선율: 님의 등불 (14표) 勝
- 임채평: 이정표 (1표) 敗

○ 합격 및 생존 20명, ● 탈락 15명

### 본선 3차전

#### 1라운드: 팀 미션
미스터 뽕샤인
- 팀장: 김용필, 팀원: 고정우 · 이하준 · 진해성 · 황민호
- 선곡: 야인, 신사랑 고개, 인연, 누나가 딱이야, 야담과 이브처럼, 전복 먹으로 갈래, 인연
- 마스터 점수: 1096점, 관객 점수: 258점, 총 점수: 1354점 (중간순위 4위)

꿀벌즈
- 팀장: 박지현, 팀원: 강재수 · 송도현 · 성리 · 장송호
- 선곡: 허니, 당신이 좋아, 꽃바람 여인, 명자, 미운 사내, 토요일 밤에, 사랑의 트위스트
- 마스터 점수: 1214점, 관객 점수: 267점, 총 점수: 1481점 (중간순위 3위)

뽕플릭스
- 팀장: 송민준, 팀원: 마커스 강 · 선율 · 오찬성 · 하동근
- 선곡: 벌떡 일어나, 아이 러브 유, 나만의 여인, 슬픈 인연, I Feel Good,  우연히, 폼나게 살거야
- 마스터 점수: 1011점, 관객 점수: 210점, 총 점수: 1311점 (중간순위 5위)

뽕드림
- 팀장: 안성훈, 팀원: 나상도 · 박성온 · 임찬 · 한태이
- 선곡: 밤열차, 연하의 남자, 초대, 얼쑤, 황포돛대, 모나리자, 인생 뭐 있나
- 마스터 점수: 1251점, 관객 점수 276점, (보너스 점수: 30점), 총 점수: 1527점→1557점 (중간순위 1위)

진기스칸
- 팀장: 최수호, 팀원: 길병민 · 진욱 · 윤준협 · 추혁진
- 선곡: 쌍쌍, 보고싶은 얼굴, 무슨 사랑, 송인, 불티, 오빠 집에 놀러와
- 마스터 점수: 1264점, 관객 점수 254점, 총 점수: 1518점 (중간순위 2위)

#### 2라운드: 대장전
송민준(뽕플릭스)
- 선곡: 바다 끝
- 마스터 점수: 1156점, 관객 점수: 234점, 총 점수: 1390점

김용필(미스터 뽕샤인)
- 선곡: 열애
- 마스터 점수: 1229점, 관객 점수: 264점, 총 점수: 1493점

박지현(꿀벌즈)
- 선곡: 대전 블루스
- 마스터 점수: 1161점, 관객 점수: 223점, 총 점수: 1384점

최수호(진기스칸)
- 선곡: 영영
- 마스터 점수: 1259점, 관객 점수: 254점, 총 점수: 1513점

안성훈(뽕드림)
- 선곡: 여자의 일생
- 마스터 점수: 1111점, 관객 점수: 243점, 총 점수: 1354점

#### 점수 합계
- 마스터 뽕샤인 - 1라운드 점수: 1534점, 2라운드 점수: 1493점, 총 점수: 2847점 (4위)
- 꿀벌즈 - 1라운드 점수: 1481점, 2라운드 점수: 1384점, 총 점수: 2865점 (3위)
- 뽕플릭스 - 1라운드 점수: 1311점, 2라운드 점수: 1390점, 총 점수: 2701점 (5위)
- 뽕드림 - 1라운드 점수: 1557점, 2라운드 점수: 1354점, 총 점수: 2911점 (2위)
- 진기스칸 - 1라운드 점수: 1518점, 2라운드 점수: 1513점, 총 점수: 3031점 (1위)

#### 팀 개별 결과
- 마스터 뽕샤인 - 김용필 · 이하준 ·진해성 · 황민호 합격, 고정우 탈락
- 꿀벌즈 - 박지현 · 송도현 · 장송호 합격, 강재수 · 성리 탈락
- 뽕플릭스 - 송민준 합격, 마커스 강 · 선율 · 오찬성 · 하동근 탈락
- 뽕드림 - 안성훈 · 나상도 · 박성온 합격, 임찬 · 한태이 탈락
- 진기스칸 - 최수호 · 길병민 · 진욱 · 윤준협 · 추혁진 전원 합격

○ 합격 및 생존 16명, ● 탈락 9명

### 본선 4차전

#### 1라운드: 라이벌전
1차전
- 최수호: 그 이름 어머니 (마스터 점수: 1266점) 勝
- 길병민: 매화 (마스터 점수: 1193점) 敗

2차전
- 박성온: 비 내리는 금강산 (마스터 점수: 1237점) 勝
- 송도현: 고장난 벽시계 (마스터 점수: 1227점) 敗

3차전
- 윤준협: 터키타카 (마스터 점수: 1210점) 敗
- 박지현: 거문고야 (마스터 점수: 1253점) 勝

4차전
- 김용필: 옥경이 (마스터 점수: 1230점) 勝
- 추혁진: 님 찾아가는 길 (마스터 점수: 1219점) 敗

5자전
- 안성훈: 시절인연 (마스터 점수: 1278점) 勝
- 진해성: 별빛 같은 나의 사랑아 (마스터 점수: 1231점) 敗

6차전
- 진욱: 가시오 (마스터 점수: 1200점) 勝
- 이하준: 뜨거운 안녕 (마스터 점수: 1194점) 敗

7차전
- 송민준: 몰레방아 (마스터 점수: 1170점) 敗
- 장송호: 수은동 (마스터 점수: 1182점) 勝

8차전
- 나상도: 내가 바보야 (마스터 점수: 1198점) 敗
- 황민호: 님은 먼곳에 (마스터 점수: 1226점) 勝

#### 2라운드: 한곡 듀엣 대결
1차전
- 선곡: 꽃물
- 송민준 (마스터 하트 점수: 100점, 관객 점수: 279점) 勝
- 장송호 (마스터 하트 점수: 30점, 관객 점수: 113점) 敗

2차전
- 선곡: 효도합시다
- 나상도 (마스터 하트 점수: 120점, 관객 점수: 316점) 勝
- 황민호 (마스터 하트 점수: 10점, 관객 점수: 79점) 敗

3차전
- 선곡: 보고싶다 내 사랑
- 진욱 (마스터 하트 점수: 100점, 관객 점수: 243점) 勝
- 이하준 (마스터 하트 점수: 30점, 관객 점수: 153점) 敗

4차전
- 선곡: 엄마 꽃
- 박성온 (마스터 하트 점수: 70점, 관객 점수: 182점) 勝
- 송도현 (마스터 하트 점수: 60점, 관객 점수: 214점) 敗

5차전
- 선곡: 모르는데 어떻게 가요
- 최수호 (마스터 하트 점수: 70점, 관객 점수: 254점) 勝
- 길병민 (마스터 하트 점수: 60점, 관객 점수: 142점) 敗

6차전
- 선곡: 당신을 사랑해요
- 윤준협 (마스터 하트 점수: 60점, 관객 점수: 131점) 敗
- 박지현 (마스터 하트 점수: 70점, 관객 점수: 264점) 勝

7차전
- 선곡: 애인이 되어줄게요
- 안성훈 (마스터 하트 점수: 20점, 관객 점수: 215점) 敗
- 진해성 (마스터 하트 점수: 100점, 관객 점수: 181점) 勝

8차전
- 선곡: 평행선
- 김용필 (마스터 하트 점수: 0점, 관객 점수: 119점) 敗
- 추혁진 (마스터 하트 점수: 130점, 관객 점수: 276점) 勝

#### 개별 결과
<합격자>
- 1위 나상도 - 1라운드 점수: 1198점, 2라운드 점수: 436점, 최종 점수: 1634점
- 2위 추혁진 - 1라운드 점수: 1219점, 2라운드 점수: 406점, 최종 점수: 1590점
- 3위 최수호 - 1라운드 점수: 1266점, 2라운드 점수: 324점, 최종 점수: 1590점
- 4위 박지현 - 1라운드 점수: 1253점, 2라운드 점수: 334점, 최종 점수: 1587점
- 5위 송민준 - 1라운드 점수: 1170점, 2라운드 점수: 379점, 최종 점수: 1549점
- 6위 진욱 - 1라운드 점수: 1200점, 2라운드 점수: 343점, 최종 점수: 1543점
- 7위 진해성 - 1라운드 점수: 1231점, 2라운드 점수: 291점, 최종 점수: 1522점
- 8위 안성훈 - 1라운드 점수: 1278점, 2라운드 점수: 235점, 최종 점수: 1513점
- 9위 송도현 - 1라운드 점수: 1227점, 2라운드 점수: 274점, 최종 점수: 1501점
- 10위 박성온 - 1라운드 점수: 1237점, 2라운드 점수: 252점, 최종 점수: 1489점

<탈락자>
- 11위 윤준협 - 1라운드 점수: 1210점, 2라운드 점수: 191점, 최종 점수: 1401점
- 12위 길병민 - 1라운드 점수: 1193점, 2라운드 점수: 202점, 최종 점수: 1395점
- 13위 이하준 - 1라운드 점수: 1194점, 2라운드 점수: 183점, 최종 점수: 1377점
- 14위 김용필 - 1라운드 점수: 1230점, 2라운드 점수: 119점, 최종 점수: 1349점
- 15위 장송호 - 1라운드 점수: 1182점, 2라운드 점수: 143점, 최종 점수: 1325점
- 16위 황민호 - 1라운드 점수: 1226점, 2라운드 점수: 89점, 최종 점수: 1315점

○ 합격 및 생존 10명, ● 탈락 6명

### 준결승전

#### 신곡 미션
첫번째 주자
- 박성온: 사공 (최고 99점, 최저 86점 = 마스터 점수 1127점)

두번째 주자
- 송도현: 꾼 (최고 95점, 최저 87점 = 마스터 점수 1117점)

세번째 주자
- 안성훈: 싹기능 (최고 100점, 최저 93점 = 마스터 점수 1159점)

네번째 주자
- 진해성: 단짝 (최고 98점, 최저 85점 = 마스터 점수 1106점)

다섯번째 주자
- 진욱: 이별편지 (최고 98점, 최저 88점 = 마스터 점수 1116점)

여섯번째 주자
- 송민준: 메아리 (최고 95점, 최저 87점 = 마스터 점수 1113점)

일곱번째 주자
- 박지현: 깜빡이를 키고 오세요 (최고 99점, 최저 87점 = 마스터 점수 1144점)

여덟번째 주자
- 최수호: 조선의 남자 (최고 100점, 최저 89점 = 마스터 점수 1186점)

아홉번째 주자
- 추혁진: 느낌아니까 (최고 99점, 최저 89점 = 마스터 점수 1145점)

열번째 주자
- 나상도: 콕콕콕 (최고 100점, 최저 91점 = 마스터 점수 1182점)

#### 개별 결과
<결승 진출자>
- 1위 안성훈 - 최종 점수 1959점
- 2위 박지현 - 최종 점수 1685.03점
- 3위 나상도 - 최종 점수 1683.44점
- 4위 진해성 - 최종 점수 1668.05점
- 5위 최수호 - 최종 점수 1615.07점
- 6위 박성온 - 최종 점수 1468.95점
- 7위 진욱 - 최종 점수 1376.32점

<탈락자>
- 8위 송민준 - 최종 점수 1341.21점
- 9위 추혁진 - 최종 점수 1322.62점
- 10위 송도현 - 최종 점수 1320.32점

○ 합격 및 생존 7명, ● 탈락 3명

### 결승전

#### 인생곡 미션
첫번째 주자
- 진욱: 서울 가 살자 (최고 100점, 최저 92점 = 마스터 점수 1266점)

두번째 주자
- 박성온: 인생유정 (최고 100점, 최저 90점 = 마스터 점수 1261점)

세번째 주자
- 최수호: 앉으나 서나 당신 생각 (최고 100점, 최저 92점 = 마스터 점수 1270점)

네번째 주자
- 진해성: 숨어 우는 바람 소리 (최고 100점, 최저 88점 = 마스터 점수 1223점)

다섯번째 주자
- 나상도: 보금자리 (최고 100점, 최저 94점 = 마스터 점수 1273점)

여섯번째 주자
- 박지현: 잡초 (최고 100점, 최저 95점 = 마스터 점수 1276점)

일곱번째 주자
- 안성훈: 그대 내 친구여 (최고 100점, 최저 97점 = 마스터 점수 1288점)

#### 개별 결과
- 眞 안성훈 - 최종 점수 3488점 (온라인 투표 점수 700점 / 실시간 문자 투표 점수 1500점)
- 善 박지현 - 최종 점수 2928.81점 (온라인 투표 점수 690점 / 실시간 문자 투표 점수 962.81점)
- 美 진해성 - 최종 점수 2777.72점 (온라인 투표 점수 670점 / 실시간 문자 투표 점수 884.72점)
- 4위 나상도 - 최종 점수 2686.47점 (온라인 투표 점수 680점 / 실시간 문자 투표 점수 733.47점)
- 5위 최수호 - 최종 점수 2445.05점 (온라인 투표 점수 660점 / 실시간 문자 투표 점수 515.05점)
- 6위 진욱 - 최종 점수 2359.85점 (온라인 투표 점수 640점 / 실시간 문자 투표 점수 453.85점)
- 7위 박성온 - 최종 점수 2305.15점 (온라인 투표 점수 650점 / 실시간 문자 투표 점수 394.15점)

## 대국민 응원 투표
| 주차  | 1위    | 2위    | 3위    | 4위    | 5위    | 6위    | 7위    | 비고 |
| ----- | ------ | ------ | ------ | ------ | ------ | ------ | ------ | ---- |
| 1주차 | 박서진 | 황민호 | 박지현 | 안성훈 | 김용필 | 미공개 | 미공개 |      |
| 2주차 | 박서진 | 김용필 | 안성훈 | 박지현 | 진해성 | 미공개 | 미공개 |      |
| 3주차 | 김용필 | 박서진 | 진해성 | 황민호 | 안성훈 | 박지현 | 나상도 |      |
| 4주차 | 김용필 | 박서진 | 박지현 | 진해성 | 나상도 | 안성훈 | 황민호 |      |
| 5주차 | 안성훈 | 박지현 | 김용필 | 최수호 | 진해성 | 나상도 | 황민호 |      |
| 6주차 | 안성훈 | 박지현 | 김용필 | 나상도 | 진해성 | 최수호 | 박성온 |      |
| 7주차 | 안성훈 | 김용필 | 나상도 | 박지현 | 최수호 | 송민준 | 진해성 |      |
| 8주차 | 안성훈 | 나상도 | 박지현 | 김용필 | 최수호 | 송민준 | 진욱   |      |

## 여담
- 나이 제한이 만 50세 미만으로 늘어났다.[11][12]
- 이번 시즌에서는 유독 20대들이 진을 많이 하는 것을 볼 수 있는데, 이는 박지현, 진욱, 최수호가 이때까지의 3명이었는데 특히 최수호는 연속 2번 진에 당선되었다.
- 미스터트롯, 보이스트롯, 트롯신이 떴다, 트로트의 민족, 트롯 전국체전, 헬로트로트에서 등장하는 인물이다.
  - 기존 TV조선 오디션
    - 내일은 미스터트롯: 안성훈, 추혁진, 이대원, 노지훈, 하동근, 임찬, 천재원

  - 타방송사 오디션
    - 보이스트롯: 슬리피, 황민우
    - 트롯신이 떴다2 - 라스트 찬스: 나상도, 최우진
    - 트로트의 민족: 송민준, 안성준, 이예준, 한태이
    - 트롯 전국체전: 진해성, 최수호, 재하, 강재수
    - 헬로트로트: 하동근
- 내일은 국민가수 때 준결승전으로 진행된 1:1 라이벌 매치를 미스터트롯2에서는 본선 4차전으로 진행했다. 기존 14명에서 2명을 추가하여 16명으로 진행한다는 차이도 있었다. 그리고 준결승전과 결승전을 같은 날 녹화했는데, 이는 전작인 내일은 국민가수 때의 결승 1차전과 결승 2차전에 해당되었다. 지난 시즌들과는 다르게 레전드 미션은 진행하지 않으며, 작곡가 미션을 준결승전 때 진행되었다.
- 재도전자의 결과를 보면 안성훈(본선 3차전 → 진), 추혁진(본선 2차전 → 준결승), 임찬, 하동근(이상 예선 탈락 → 본선 3차전), 강대웅, 오주주, 이찬성(이상 예선 탈락 → 본선 2차전), 손빈아, 이일민, 천재원, 한이재(이상 예선 탈락 → 본선 1차전)가 전 시즌보다 나은 결과를 얻은 반면 노지훈(본선 3차전 → 본선 1차전), 이대원(본선 3차전 → 본선 2차전), 이도진, 최대성(이상 본선 2차전 → 본선 1차전)은 전 시즌보다 못한 결과를 받았다. 특히 안성훈은 재도전자 최초 진으로, 미스트롯1에서 탈락 후 미스트롯2에 재도전하여 최종 5위를 기록한 김의영이 보유하고 있던 재도전자 최고 성적 기록을 경신했다.
- 진의 왕관 및 트로피는 마스터 장윤정이 시상했다.
- 참가자들의 선곡을 보면 기존 TV조선 트로트 오디션 출신 가수들이 낸 신곡, 그동안 오디션에서 잘 나오지 않았던 노래들 등 새롭고 신선한 선곡들이 많은 편이다. 특히 미스트롯과 미스터트롯 등장하는 출신 가수들의 노래는 1명당 1곡 이상씩 모두 선곡되었다.
  - 송가인: <서울의 달>(예선 임채평), <월화가약>(본선 2차전 최수호), <비 내리는 금강산>(본선 4차전 박성온), <거문고야>(본선 4차전 박지현)
  - 김양: <흥부자>(본선 1차전 유소년부), <가시오>(본선 4차전 진욱)
  - 임영웅: <별빛같은 나의 사랑아>(본선 4차전 진해성), <보금자리>(결승전 나상도)
  - 영탁: <한량가>(예선 이대원), <MMM(신사답게)>(본선 1차전 현역부A2), <누나가 딱이야>(본선 3차전 미스터뽕샤인 황민호), <전복 먹으러 갈래>(본선 3차전 미스터뽕샤인 이하준)
  - 이찬원: <시절인연>(본선 4차전 안성훈)
  - 김호중: <애인이 되어줄게요>(본선 4차전 안성훈과 진해성)
  - 정동원: <효도합시다>(본선 4차전 나상도과 황민호)
  - 장민호: <무뚝뚝>(예선 박건우), <회초리>(예선 진욱), <사랑해 누나>(본선 1차전 대학부), <정답은 없다>(본선 2차전 박건우)
  - 김수찬: <사랑의 해결사>(본선 2차전 윤준협)
  - 류지광: <카발레>(본선 1차전 직장부)
  - 이대원: <오빠 집에 놀러와>(본선 3차전 진기스칸)
  - 은가은: <티키타카>(본선 4차전 윤준협)
  - 안성훈: <엄마꽃>(예선 한이재, 본선 4차전 박성온과 송도현)
  - 나상도: <벌떡 일어나>(본선 3차전 뽕플릭스), <쌍쌍>(본선 3차전 진기스칸)
  - 곽지은: <못생기게 만들어주세요>(본선 1차전 국가대표부)

## 같이 보기
- 내일은 미스트롯
- 내일은 미스트롯2
- 미스트롯3
- 미스터트롯
- 미스터트롯 (시즌 3)